# 芸能界大ボケだらけの天才クイズ王決定戦
芸能界大ボケだらけの天才クイズ王決定戦! (げいのうかいおおぼけだらけのてんさいくいずおうけっていせん)は、1996年1月6日の15:00 – 17:54、フジテレビで放送されたクイズ番組。

## 司会
- 関根勤
- ヒロミ
- 近藤サト(出題フジテレビアナウンサー)

## ナレーション
- 平野義和

## 概要
基本的な一般常識問題を出題して、芸能界で最も頭が悪い、通称「日本一のおバカさん」は誰か、負け残り式で決定するという内容。

## ルール
一般常識問題の早押しクイズ。正解できなかった（不正解・無解答）場合、その都度ペナルティが与えられる。
5問正解で勝ち抜け、テニスルックの美女が待機する「お年玉つき天国席」に移動して休息する事ができる。
個人戦・団体戦で最後まで残ってしまった1人（チーム）は「王様席」へ移動、最後に王様席へ移ってしまったメンバーで決勝戦を行い、「日本一のおバカさん」を決定する。

### 団体戦
5つの芸能事務所・チームによる対抗戦。各チーム、大先輩一人が箱の中に顔を入れられてペナルティを受ける役を、後輩2 - 3人が解答役を、それぞれ受け持つ。
正解できなかった場合、大先輩が入っている箱に、生きたヒヨコが1羽入れられる。クイズが進むにつれて、調子に乗ったスタッフによってニワトリまで入れられたり、予想以上に長期戦になった事により、ペナルティ用のヒヨコが足りなくなったりするアクシデントもあった。
最後まで残ったチームの中で、最も足を引っ張った1人が責任を取って「王様席」行きとなる。
またクイズの開始に先立って、VTR出演で4人の大御所（萩本欽一(浅井企画と予想)、笑福亭鶴瓶(吉本と予想)、桂三枝(プロ野球と予想)、タモリ(浅井企画と予想)）が、どのチームが最後まで負け残るかを予想した。

#### 結果
| チーム名       | 箱の中                     | チームメイト              | 点数     |
| -------------- | -------------------------- | ------------------------- | -------- |
| 浅井企画チーム | ルー大柴                   | キャイ〜ン                | 5(3抜け) |
| 松竹芸能チーム | レツゴー正児(レツゴー三匹) | よゐこ                    | 5(4抜け) |
| 吉本興業チーム | 坂田利夫                   | ぜんじろう 雨上がり決死隊 | 3(代表)  |
| プロレスチーム | 藤原喜明                   | ブル中野 アジャコング     | 5(2抜け) |
| プロ野球チーム | 土橋正幸                   | 大久保博元 広瀬哲朗       | 5(1抜け) |

### 個人戦
正解できなかった場合、解答席のコーヒーカップが3回転、ただしカップの脇にはハリセンが設置されており、カップが回る度にハリセンが顔面を直撃する仕組みとなっている。また1人勝ち抜ける度に、回転速度も容赦なく上げられた。
やはり個人戦でも、スタッフも検討がつかないほど「長期戦」になったため、途中からダイジェストで放送された。
A・B2ブロックを行い、各ブロックで負け残った1名ずつが「王様席」行き。

#### 個人戦結果
| Aブロック出場者 | 点数     |
| --------------- | -------- |
| 出川哲朗        | 4(代表)  |
| 山崎邦正        | 5(4抜け) |
| 織田無道        | 5(5抜け) |
| ラッキィ池田    | 5(3抜け) |
| 小野みゆき      | 5(1抜け) |
| 深沢邦之        | 5(2抜け) |

| Bブロック出場者 | 点数     |
| --------------- | -------- |
| 桶田敬太郎      | 5(5抜け) |
| 上島竜兵        | 5(3抜け) |
| 石塚英彦        | 5(4抜け) |
| 神田利則        | 4(代表)  |
| 神田うの        | 5(2抜け) |
| 陣内貴美子      | 5(1抜け) |

### エキシビジョン若手戦
若手芸人対抗のエキシビジョン
全員水着を着用、更に氷上を裸足で待機させられた状態で早押しクイズが出題される。（クイズが中盤に差し掛かると、それに加えて頭上から細かく砕いた氷までかけられる）。
1問正解で勝ち抜けとなり、ご褒美として現金つかみ取りに挑戦できる。
制限時間10分が経過した時点で終了。

#### 結果
| 出場した芸人                 | 獲得賞金        |
| ---------------------------- | --------------- |
| La.おかき                    | 1抜け・7,705円  |
| U-turn                       | 2抜け・8,369円  |
| オセロ                       | 3抜け・7,461円  |
| TIM                          | 4抜け・10,233円 |
| ロンドンブーツ1号2号         | 5抜け・8,305円  |
| 底ぬけAIR-LINE               | 最終・7,461円   |
| あさりど                     | 0円             |
| アニマル梯団                 | 0円             |
| ココリコ                     | 0円             |
| ファンキーモンキークリニック | 0円             |
| 北京ゲンジ                   | 0円             |
| ゆんぼー                     | 0円             |

### 決勝戦
周囲が汚れない様に遮断された箱の中に、先の団体戦・個人戦で王様席に移った3人が対戦。
正解できなかった場合、得体の知れない液体（スライム）を頭上から大量にかけられる。
最後まで残ってしまった1人が優勝。大優勝旗と副賞の「ヤマハパスウウィング」が贈られる。

#### 結果
| 出場者     | 点数     |
| ---------- | -------- |
| ぜんじろう | 1(優勝)  |
| 出川哲朗   | 5(2抜け) |
| 神田利則   | 5(1抜け) |

神田が勝ち抜けした直後、山崎邦正が乱入した。